# Gonimbrasia sardane
Gonimbrasia sardane är en fjärilsart som beskrevs av L.Sonthonnax 1901. Gonimbrasia sardane ingår i släktet Gonimbrasia och familjen påfågelsspinnare. Inga underarter finns listade i Catalogue of Life.